# Camouflage (svensk musikgrupp)
Camouflage är en svensk musikgrupp från 1981 som bildades i Vänersborg men sedan flyttade till Göteborg. När den tyska gruppen Camouflage döpte sig till samma sak som den svenska så valde den svenska gruppen att döpa om sig till Tapirerna för att minska förvirring. Tapirerna var också annorlunda musikmässigt och anknytningen till postpunk kan ses försvunnen. Memento Mori från Eskilstuna var en kompis-grupp till Camouflage, dels gjorde Memento Mori en cover på Camouflages låt Pojken i trädet och dels turnerade de flera gånger tillsammans. Efter att Tapirerna lagts ned 1993 bildade några av medlemmarna gruppen Dogsmile.
När MNW 2007 släppte samlings-CD:n Svensk Postpunk: Ett Svenskt 80-tal så var låten Syster sol från Camouflages debutskiva med.

## Diskografi
- 1985 - Camouflage (LP)
- 1985 - Vännerna (Kassett delad med Memento Mori)
- 1986 - En förtjusande vän (LP)
- 1986 - Oktober (singel)
- 1988 - La La La (LP)
- 1988 - Fiska stjärnor (singel)
- 2019 - Live (Club Dolores Eskilstuna 1984) (LP-version av Vännerna)